# Prosper Bruggeman
Prosper Jan Bruggeman (* 14. März 1870 in Ledeberg; † 6. März 1939 in Gentbrugge, heute Teil von Gent) war ein belgischer Ruderer, der 1900 Olympiazweiter wurde und sechsmal bei Europameisterschaften siegte.
Bruggeman ruderte für die Koninklijke Roeivereniging Club Gent. Dieser Verein stellte mehrfach den Achter, der Belgien bei den Europameisterschaften vertrat. Von 1897 bis 1910 gewann der belgische Achter zwölfmal den Titel bei den Europameisterschaften, lediglich 1905 und 1909 siegte das französische Boot. Bruggeman saß 1898, 1899, 1900 und 1902 im siegreichen Boot. Zuvor hatte er bereits 1894 den dritten Platz und 1896 den zweiten Platz im Achter belegt. Im Vierer mit Steuermann gewann er 1900 und war Dritter 1902. Zusammen mit Charles Boone trat er auch im Doppelzweier an. Die beiden waren 1899 Europameister und 1900 Zweite.
Bei den Olympischen Sommerspielen 1900 in Paris traten im Achter insgesamt fünf Boote an, darunter der Achter aus Gent. Da das französische Boot im Vorlauf aufgab, erreichten alle Boote, die im Vorlauf das Ziel erreichten, auch das Finale. Im Finale siegte das Boot vom Vesper Boat Club aus Philadelphia, mit sechs Sekunden Rückstand belegte der Achter aus Gent den zweiten Platz. Im Rahmenprogramm der Olympischen Spiele wurden auch weitere Ruderwettbewerbe ausgetragen, die heute nicht mehr als Bestandteil der eigentlichen Olympischen Spiele gewertet werden. Im Vierer mit Steuermann der Senioren siegte das Boot aus Gent mit Bruggeman, Maurice Hemelsoet, Frank Odberg und Jules de Bisschop, der Steuermann ist unbekannt. Alle vier Ruderer waren auch Mitglieder des Achters.